# Gastrotheca fissipes
Gastrotheca fissipes é uma espécie de anfíbio da família Hemiphractidae.
É endémica do Brasil.
Os seus habitats naturais são: florestas subtropicais ou tropicais húmidas de baixa altitude, matagal húmido tropical ou subtropical e áreas rochosas.
Está ameaçada por perda de habitat.